# Wallonische Parlamentswahl 2009
- Ecolo: 14
- PS: 29
- MR: 19
- cdh: 13

Die Parlamentswahl in Wallonien 2009 fand am 7. Juni statt. Gewählt wurden die 75 Abgeordneten des wallonischen Parlaments. Am selben Tag wurde in Belgien auch die Europawahl abgehalten und das Parlament der Region Flandern gewählt. Das Wahlergebnis war durch Verluste der regierenden Koalitionsparteien PS und CDH gekennzeichnet, während die Grünen (Ecolo) verdoppeln konnten. Im Ergebnis der Wahl traten Ecolo der PS-CDH-Regierungskoalition bei. Der amtierende Ministerpräsident Rudy Demotte (PS) blieb weiter im Amt.

## Vorgeschichte
Nach der vorangegangenen wallonischen Wahl 2004 war es zur Bildung einer Koalition aus Sozialisten (PS) und Christdemokraten (CDH) gekommen. Jean-Claude Van Cauwenberghe, der seit 2000 Ministerpräsident in Wallonien amtierte, blieb weiter im Amt. Die Wahl 2004 hatte die Sozialisten in eine komfortable Position gebracht, da rechnerisch keine Regierungsbildung ohne Beteiligung der PS möglich schien. Die 2004 ins Parlament gewählten vier Abgeordneten des rechtsextremen Front National galten als nicht koalitionsfähig, und die drei anderen im Parlament vertretenen Parteien Ecolo, CDH und MR hatten zusammengenommen keine Mehrheit. Am 30. September 2005 musste Van Cauwenberghe infolge einer Korruptionsaffäre zurücktreten und wurde durch Elio Di Rupo (PS) als Ministerpräsident abgelöst, der die PS-MR-Koalition weiter fortführte (Regierung Di Rupo II). Nach Di Rupos Wahl in die belgische Abgeordnetenkammer bei der nationalen Parlamentswahl 2007 gab dieser sein Ministerpräsidentenamt an Rudy Demotte (PS) weiter, der die Regierung Demotte I bildete. Bei der Wahl 2007 zeigten sich starke Stimmenverluste der PS in Wallonien. Erstmals bei einer Wahl seit dem Ende des Zweiten Weltkrieges wurden nicht die Sozialisten zur stärksten Partei in Wallonien, sondern das liberale MR. Bei der anstehenden Regionalwahl 2009 hoffte MR, seinen Erfolg von 2007 zu wiederholen. Umfragen vor der Wahl ließen ein Kopf-an-Kopf-Rennen zwischen PS und MR vermuten. Im Vorfeld der Wahl gab es eine Reihe von Skandalen, bei denen PS-Politiker finanzieller Unregelmäßigkeiten bzw. Verschwendung öffentlicher Gelder beschuldigt wurden, so die Affäre um den wallonischen Gesundheitsminister Didier Donfut und die Skandale um die Ex-Bürgermeisterin von Huy, Anne-Marie Lizin, sowie den Lütticher PS-Funktionär José Happart.

## Teilnehmende Parteien
An der Wahl nahmen die unten aufgeführten 25 Parteien teil. Zu den traditionellen großen Parteien zählten die Sozialisten (Parti Socialiste – PS), das liberal-bürgerliche Mouvement Réformateur („Reformbewegung“ – MR), die Christdemokraten (Centre Démocrate Humaniste – CDH), die Grünen (Ecolo) und die Linkssozialisten (Parti du travail de Belgique – PTB+). Mehrere rechtsextreme Parteien bzw. Wahllisten nahmen an der Wahl teil – zum einen der Front National (FN), der in zehn Wahlkreisen kandidierte, die Liste FN Plus, die aus FN-Dissidenten bestand und ebenfalls in zehn Wahlkreisen antrat, Wallonie d’abord! (in 11 Wahlkreisen) und die Liste Forces démocrates wallonnes (FDW), die nur im Wahlkreis Mons kandidierte und von einem ehemaligen FN-Funktionär angeführt wurde. Auf Seiten der radikalen Linken gab es neben PTB+ drei weitere Listen: die Ligue communiste révolutionnaire (LCR) in Allianz mit der Parti socialiste de lutte (PSL), die Parti communiste – Gauche Européenne („Kommunistische Partei – Europäische Linke“, PC-GE) und das Comité pour une autre politique (CAP) unter Roberto D’Orazio.
Die sozialistische Splittergruppe Mouvement socialiste (MS), die 2004 unter dem Kürzel MS-CW kandidiert hatte, stellte Kandidaten in 11 Wahlkreisen auf. Die neu gegründete ultraliberale Libéral Démocrate (LiDé) stellte sechs Wahllisten auf und Chrétiens démocrates fédéraux (CDF) drei. Andere kleinere Parteien kandidierten nur in einem einzigen Wahlkreis, so die „Rentnerpartei“ Parti des pensionnés et des retraités (PP Parti pensionnés) im Wahlkreis Lüttich. Eine Reihe weiterer neu gegründeter Kleinstparteien nahmen ebenfalls an der Wahl teil.
- Parti Socialiste (PS)
- Mouvement Réformateur (MR)
- Centre Démocrate Humaniste (CDH)
- Ecolo
- Parti du travail de Belgique (PTB+)
- Front National (FN)
- Rassemblement Wallonie-France (R.W.F.)
- Fraternité nationale pour plus de liberté, d’union et de solidarité (FN Plus)
- Wallonie d’abord
- Mouvement socialiste (MS)
- Parti socialiste de lutte (PSL)
- Parti des pensionnés et des retraités (PP Parti pensionnés)
- Républicain-Wallon
- Wallons
- Parti communiste – Gauche Européenne (PC-GE)
- Comité pour une autre politique (CAP) D’Orazio
- Forces démocrates wallonnes (FDW)
- Libéral Démocrate (LiDé)
- Chrétiens démocrates fédéraux (CDF)
- Belgique Positif
- Oser
- Vélorution
- GPS
- ACNV
- Ripost
- Républicain-Wallon

## Wahlsystem
Die 75 Abgeordneten des wallonischen Parlaments wurden in 13 Wahlkreisen gewählt, die sich auf die fünf wallonischen Provinzen verteilten. Im Vergleich zur Wahl 2004 gab es keine Änderungen in der Zahl der in den Wahlkreisen gewählten Abgeordneten. In den Wahlkreisen galt jeweils eine Fünf-Prozent-Sperrklausel.

Wahlkreise und zu wählende Abgeordnete

| Provinz            | Wahlkreise                                          | Zu wählende Abgeordnete |
| ------------------ | --------------------------------------------------- | ----------------------- |
| Wallonisch-Brabant | Nivelles                                            | 08                      |
| Hennegau           | Mons Charleroi Tournai-Ath-Mouscron Soignies Thuin  | 06 09 07 04 03          |
| Namur              | Namur Dinant-Philippeville                          | 06 04                   |
| Lüttich            | Lüttich Huy-Waremme Verviers                        | 13 04 06                |
| Luxemburg          | Arlon–Marche-en-Famenne–Bastogne Neufchâteau–Virton | 03 02                   |

## Ergebnis

Mehrheiten nach Wahlkantonen

Gewählte Abgeordnete nach Parteien in den Wahlkreisen

| Partei                                          | Partei                                          | Stimmen   | Stimmen  | Stimmen  | Sitze | Sitze   | Sitze |
| Partei                                          | Partei                                          | Zahl      | in %     | +/−      | Zahl  | in %    | +/−   |
| ----------------------------------------------- | ----------------------------------------------- | --------- | -------- | -------- | ----- | ------- | ----- |
|                                                 | PS                                              | 657.803   | 32,77 %  | ▼4,14 %  | 29    | 38,7 %  | ▼4    |
|                                                 | MR                                              | 469.792   | 23,41 %  | ▼0,89 %  | 19    | 25,3 %  | ▼2    |
|                                                 | Ecolo                                           | 372.067   | 18,54 %  | ▲10,02 % | 14    | 18,7 %  | ▲11   |
|                                                 | CDH                                             | 323.952   | 16,14 %  | ▼1,48 %  | 13    | 17,3 %  | ▼1    |
|                                                 | FN                                              | 57.374    | 2,86 %   | ▼5,26 %  | 0     | 0,0 %   | ▼4    |
|                                                 | R.W.F.                                          | 27.955    | 1,39 %   | ▲0,38 %  | 0     | 0,0 %   | ▬     |
|                                                 | PTB+                                            | 24.875    | 1,24 %   | ▲0,62 %  | 0     | 0,0 %   | ▬     |
|                                                 | Wallonie d’abord                                | 19.255    | 0,96 %   | (neu)    | 0     | 0,0 %   | (neu) |
|                                                 | FN Plus                                         | 13.116    | 0,65 %   | (neu)    | 0     | 0,0 %   | (neu) |
|                                                 | Wallons                                         | 10.008    | 0,50 %   | (neu)    | 0     | 0,0 %   | (neu) |
|                                                 | MS                                              | 6.470     | 0,32 %   | (neu)    | 0     | 0,0 %   | (neu) |
|                                                 | PC-GE                                           | 6.431     | 0,32 %   | (neu)    | 0     | 0,0 %   | (neu) |
|                                                 | LiDé                                            | 4.763     | 0,24 %   | (neu)    | 0     | 0,0 %   | (neu) |
|                                                 | Parti Pensionnés                                | 3.939     | 0,20 %   | (neu)    | 0     | 0,0 %   | (neu) |
|                                                 | CAP d’Oratio                                    | 2.115     | 0,11 %   | (neu)    | 0     | 0,0 %   | (neu) |
|                                                 | Belgique Positif                                | 1.511     | 0,08 %   | (neu)    | 0     | 0,0 %   | (neu) |
|                                                 | PSL                                             | 1.508     | 0,08 %   | (neu)    | 0     | 0,0 %   | (neu) |
|                                                 | CDF                                             | 1.342     | 0,07 %   | ▼0,59 %  | 0     | 0,0 %   | ▬     |
|                                                 | OSER                                            | 717       | 0,04 %   | (neu)    | 0     | 0,0 %   | (neu) |
|                                                 | Velorution                                      | 429       | 0,02 %   | (neu)    | 0     | 0,0 %   | (neu) |
|                                                 | GPS                                             | 399       | 0,02 %   | (neu)    | 0     | 0,0 %   | (neu) |
|                                                 | ACNV                                            | 379       | 0,02 %   | (neu)    | 0     | 0,0 %   | (neu) |
|                                                 | FDW                                             | 311       | 0,02 %   | (neu)    | 0     | 0,0 %   | (neu) |
|                                                 | Ripost                                          | 279       | 0,01 %   | (neu)    | 0     | 0,0 %   | (neu) |
|                                                 | Républicain-Wallon                              | 248       | 0,01 %   | (neu)    | 0     | 0,0 %   | (neu) |
| Gültige Stimmen                                 | Gültige Stimmen                                 | 2.007.038 | 92,3 %   |          |       |         |       |
| Ungültige Stimmen                               | Ungültige Stimmen                               | 166.863   | 7,7 %    |          |       |         |       |
| Abgegebene Stimmen                              | Abgegebene Stimmen                              | 2.173.901 | 100,00 % | —        | 75    | 100,0 % | ▬     |
| Anzahl der Wahlberechtigten und Wahlbeteiligung | Anzahl der Wahlberechtigten und Wahlbeteiligung | 2.442.697 | 89,0 %   | ▼0,51 %  |       |         |       |

1. ↑  Ergebnisse von MS verglichen mit den Ergebnissen von MS-CW

## Regierungsbildung
Im Ergebnis der Wahl hatte die PS-CDH-Regierungskoalition fünf ihrer 47 Parlamentssitze eingebüßt, aber immer noch eine Mandatsmehrheit im Parlament behauptet. Trotzdem erklärte der PS-Vorsitzende Di Rupio am 9. Juni 2009 dass er mit verschiedenen Parteien Gespräche über eine Regierungsbildung aufnehmen wolle. Von Anbeginn wurde die Bildung einer „Olivenbaum-Koalition“ (« coalition de l’Olivier ») aus Grünen, Sozialisten und Christdemokraten (CDH) favorisiert. Nummerisch war theoretisch auch eine Koalition aus CDH, MR und Grünen möglich. CDH betonte, dass für sie eine Koalition mit PS oder MR gleichermaßen denkbar sei. Damit kam den Grünen eine gewisse Schlüsselrolle bei der Regierungsbildung zu. Am 12. Juli 2009 einigten sich PS, Ecolo und CDH auf die Bildung einer „Olivenbaum-Koalition“. Am 16. Juli 2009 wurden die Minster und Ministerinnen der Regierung Demotte II vereidigt.